# Dreibergen (Bad Zwischenahn)
Dreibergen ist ein Dorf in der Bauerschaft Helle, einem Ortsteil der Gemeinde Bad Zwischenahn im Landkreis Ammerland in Niedersachsen.

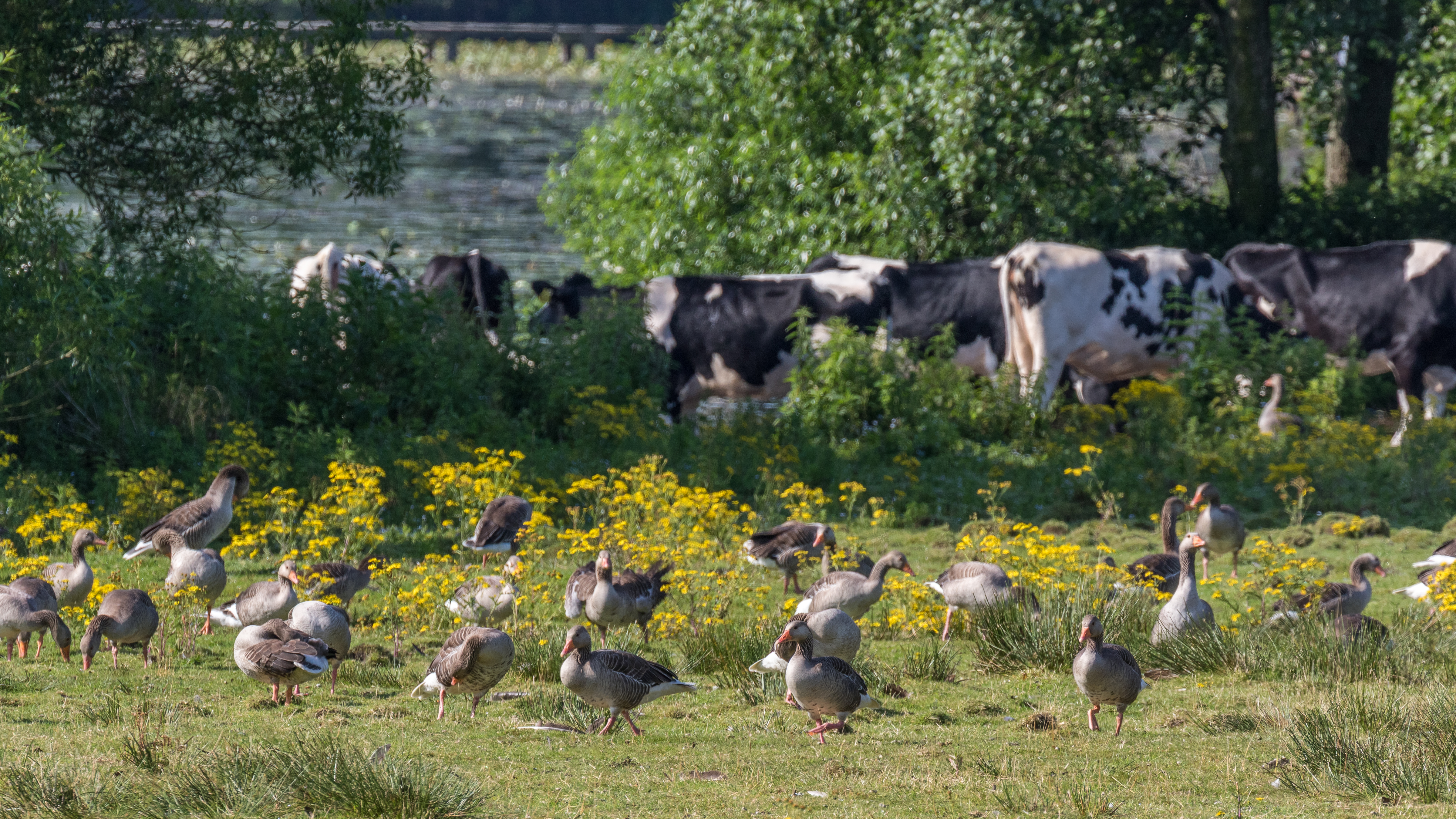
Graugänse in Dreibergen

## Geografie
Dreibergen liegt am Nordufer des Zwischenahner Meers, einem 5,5 Quadratkilometer großen See. Bei Dreibergen mündet die Otterbäke, ein etwa 12 Kilometer langer Bach, in den See.

## Herkunft des Namens
Der Name des Ortes leitet sich von drei aufgeschütteten Hügeln ab, auf denen die Grafen von Elmendorf im Mittelalter die Burg Elmendorf errichteten. Das gesamte ehemalige Burggelände steht seit 1943 unter Naturschutz.

## Kirche
- St.-Michael-Kirche[1] (siehe auch Liste der Kirchen in der Landeskirche Oldenburg)

## Wirtschaft und Infrastruktur

### Verkehr
Dreibergen ist eine Anlegestation der auf dem Zwischenahner Meer verkehrenden „Weissen Flotte“. Gegenwärtig sind die zwei Fahrgastschiffe „MS Ammerland“, und „MS Bad Zwischenahn“ auf dem Zwischenahner Meer im Einsatz.

### Tourismus
In Dreibergen begann der Kurbetrieb am Zwischenahner Meer. Die Schiffe verkehrten von hier nach Zwischenahn, als dieses einen Bahnhof erhalten hatte, um die Gäste über das Zwischenahner Meer nach Dreibergen zu holen. Der Kurbetrieb verlagerte sich jedoch zunehmend in das bis dahin eher unbedeutende Zwischenahn. Das Kurhaus Dreibergen direkt am Seeufer erinnert an die Kurgeschichte und wird heute als 53-Grad-Hotel betrieben. Direkt davor befindet sich noch heute der  Anleger „Dreibergen“ der Schiffsflotte. Am Bootsanleger in Dreibergen besteht ein Verleih für Tret-, Elektro-, Ruder- und Segelboote.